# Хаммекен, Оле Йорген
Оле Йёрген Хаммекен (гренл. Ole Jørgen Hammeken; 1956, Нуук) — гренландский исследователь и актёр.

## Карьера
Он провёл в 2006 году экспедицию на собачьих упряжках по поводу глобального потепления — 500-километровое путешествие по ледяному щиту Гренландии с фьорда Уумманнак до Илулиссата — была призвана привлечь внимание людей к изменению климата. В 2008 году завершено циркумполярное плавание в открытой моторизованной лодке. В феврале 2009 года состоялась первая за последние сто лет односторонняя поездка на собачьих упряжках от Северной Канады до Северного полюса, 771 км (480 миль), повторяя результат Роберта Пири. Он является членом Клуба исследователей. Он играл главную роль во франко-гренландском фильме «Ikuma Le Voyage D’Inuk».

## Личная жизнь
Живёт в Уумманнак, Гренландия.